# Disputa de las islas Georgias del Sur y Sandwich del Sur

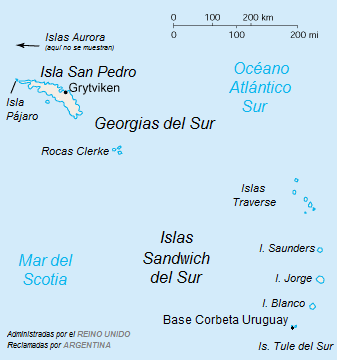
Mapa de las Islas Georgias del Sur y Sandwich del Sur.

La disputa de las islas Georgias del Sur y Sandwich del Sur se refiere al hecho de que la soberanía sobre los archipiélagos australes de las islas Georgias del Sur y de las islas Sandwich del Sur es objeto de controversia entre la Argentina y el Reino Unido desde el siglo XIX. Actualmente, el Reino Unido ejerce el control de facto, y así lo ha hecho desde que las islas fueron unilateralmente anexadas por ese país en 1908, aunque durante varios períodos Argentina se instaló en los archipiélagos en disputa. La Argentina ha reclamado la soberanía sobre las Georgias del Sur desde 1927 y de las Sandwich del Sur desde 1948. Las islas no tienen población indígena y actualmente no hay población permanente.

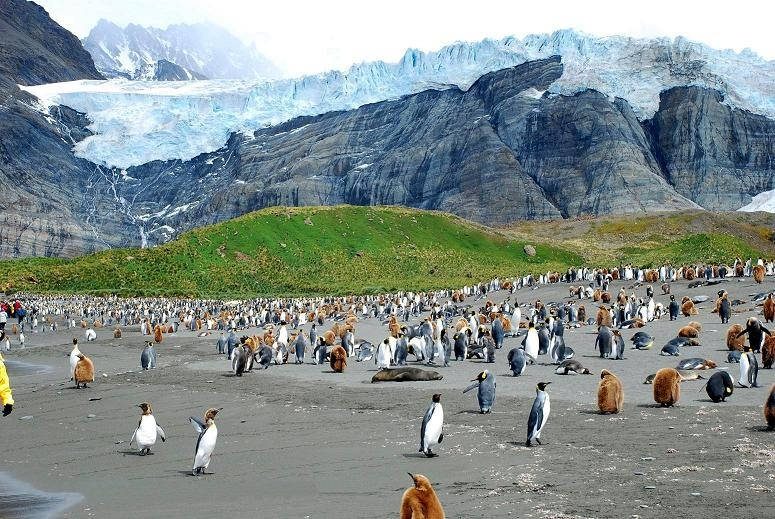
Fotografía de Georgia del Sur.

## Historia de las reclamaciones

### Orígenes de la reclamación británica
El archipiélago de las Georgias del Sur fue reclamado para el Reino Unido por James Cook el 17 de enero de 1775 a nombre del rey Jorge III, habiendo sido previamente descubierto por diversos navegantes.
El 23 de junio de 1843 y el 28 de abril de 1876 fueron emitidas cartas patentes que daban previsiones a los Establecimientos de las islas Malvinas y sus Dependencias. El 25 de febrero de 1892 una nueva carta patente fue emitida para que el Gobierno de los Establecimientos de las islas Malvinas y sus Dependencias fuera designado como gobierno de una colonia británica. Los nombramientos de gobernadores entre 1847 y 1908 fueron hechos para las islas Malvinas y sus Dependencias. Sin embargo, en ninguna de las cartas patentes, nombramientos y leyes fueron especificados los territorios que constituían las Dependencias de las islas Malvinas hasta que en 1887 The Colonial Office Year Book comenzó a especificar a las Georgias del Sur entre las Dependencias.
En 1908, a raíz de preguntas en relación con la soberanía del área cubierta actualmente por el Territorio Antártico Británico por parte del gobierno de Noruega, el gobierno británico declaró que las islas eran británicas, y emitió la carta patente de 1908 para incluir "las islas Orcadas del Sur, Georgia del Sur, islas Shetland del Sur, y la Tierra de Graham situadas en el océano Atlántico Sur, al sur del 50º de latitud sur y entre los 20° y 80° de longitud oeste", como Dependencias de las islas Malvinas. Se dejó claro en ese momento que la asociación con las islas Malvinas fue concebida como una conveniencia administrativa.
Como se observó que una interpretación literal de esa reclamación haría incluir partes del territorio continental sudamericano, la Carta Patente se aclaró el 28 de marzo de 1917, redefiniendo los límites al excluir a todos los territorios al norte de 58° S y al oeste de 50° O. Aunque al gobierno argentino se dieron detalles de la Carta Patente de 1908, ni Argentina ni Chile se opusieron activamente a la reclamación.

### Orígenes de la reclamación argentina
La isla San Pedro, y sus adyacentes, fueron descubiertas por los tripulantes de la nave española "León" entre el 28 y el 29 de junio de 1756, quienes las ubicaron perfectamente en latitud y longitud.
La isla principal fue bautizada y registrada cartográficamente con ese nombre, porque el día 29 de junio en que fue explorada, correspondía a la festividad religiosa de San Pedro.
Argentina, que supuestamente sería la heredera directa de los títulos españoles en la región, también tendría así la primacía del descubrimiento.

La primera ocupación e instalación definitiva en la isla San Pedro y sus adyacentes, no se realizó hasta el 16 de noviembre de 1904, cuando la Compañía Argentina de Pesca S.A. (de Ernesto Tornquist y otros capitales argentinos) se instaló permanentemente en Grytviken al amparo de leyes argentinas y bajo su bandera, arribando a esa isla deshabitada con dos veleros y un ballenero a vapor provenientes de Buenos Aires y matriculados en dicho puerto; a los que posteriormente se agregarían una veintena de barcos pertenecientes a esa corriente pobladora argentina.
La Compañía Argentina de Pesca (CAP), era una empresa dedicada a la caza de ballenas, dirigida por el noruego Carl Anton Larsen, y de sus empleados (incluido el propio Larsen) se convirtieron en los primeros residentes permanentes de la isla.
En 1905, el gobierno argentino autorizó la concesión de una estación meteorológica en Grytviken.
En 1906, la Compañía Argentina de Pesca firmó un contrato de arrendamiento con el gobierno británico de las islas Malvinas, y después de la anexión de 1908 la empresa empezó a utilizar para la caza de la ballenas licencias británicas y arrendamientos de tierras en Grytviken y Jason Harbour. También en 1908, la CAP comenzó a observar a las islas Sandwich del Sur para la expansión de sus negocios. Larsen adoptó la ciudadanía británica en 1910.
El primer pronunciamiento oficial de reivindicación de las Georgias del Sur por la Argentina fue hecho mediante una comunicación a la Unión Postal Universal el 15 de diciembre de 1927, expresando que la jurisdicción argentina se extiende a las islas Georgias del Sur, Orcadas del Sur y tierras polares no delimitadas. El primero a las islas Sandwich del Sur fue en 1948.
El 1 de junio de 1937 el embajador argentino en Londres respondió a la declaración británica en la Conferencia Ballenera sobre que las Dependencias estaban bajo la jurisdicción del gobierno de las Malvinas, reservando los derechos argentinos a todas las Dependencias.
Cuando el 22 de septiembre de 1938 el presidente argentino promulgó la ratificación de la Convención Postal firmada en El Cairo el 20 de marzo de 1934, hizo una reserva expresa sobre los derechos inalienables a las islas Malvinas y sus Dependencias.

### Desarrollos posteriores
A raíz de las reclamaciones de la Argentina, el Reino Unido en varias ocasiones (en 1947, 1951, 1953 y 1954) ofreció llevar el asunto a la Corte Internacional de Justicia de La Haya, pero esto fue rechazado por la Argentina. 
Así el 4 de mayo de 1955, el ministro de Relaciones Exteriores entregó al embajador británico en Buenos Aires la contestación a la propuesta británica del 21 de diciembre de 1954, para someter la cuestión a un tribunal de arbitraje. En dicha contestación, al ocuparse del valor legal de las famosas Cartas Patentes de 1908 y 1917, esgrimidas con monótona insistencia por Reino Unido, juzgándolas a título de instrumento probatorio de soberanía, como:

(...) actos o medidas totalmente ineficaces, dado su carácter de documento unilateral inofensivo, huérfano hasta de un repudio por parte del Ejecutivo Argentino.

Las islas Malvinas, así como las tierras que se encuentran en nuestro sector antártico son argentinas, al igual que las Georgias del Sur y las Sandwich del Sur.

Cuando Reino Unido llevó la cuestión al tribunal de manera unilateral en 1955, la Argentina se negó, alegando la falta de jurisdicción. El gobierno británico dividió las Dependencias de las islas Malvinas en 1962, de conformidad con el recién firmado Tratado Antártico. Esas zonas al sur de 60° S se convirtieron en el Territorio Antártico Británico, mientras que el resto - las Georgias del Sur y las Sandwich del Sur - conservaron su estado anterior.
La primera ocupación de las Islas Sandwich del Sur ocurrió el 25 de enero de 1955, cuando la Argentina erigió el Refugio Teniente Esquivel, en la Bahía Ferguson en la costa sudeste de la isla Thule que debió ser abruptamente abandonado en el verano de 1956. Posteriormente en 1976 ocupó nuevamente el archipiélago con la construcción de la base de investigación Base Corbeta Uruguay que funcionó pacíficamente hasta la invasión británica de las Islas Sandwich del Sur.

## Guerra de las Malvinas
Como se indicó, la Argentina estableció la Base Corbeta Uruguay, en la isla Tule en el extremo sur de las Sandwich del Sur en noviembre de 1976. Cuando esta base fue descubierta por los británicos en diciembre, protestaron diplomáticamente, y enviaron un grupo de trabajo (Operación Journeyman) para proteger las islas Malvinas de una potencial invasión.
El 19 de marzo de 1982, un grupo de 50 argentinos con un contrato comercial comerciantes para remover chatarra aterrizó en Leith Harbour, en Georgia del Sur a bordo del ARA Bahía Buen Suceso e izó la bandera argentina. El gobierno británico respondió enviando HMS Endurance, con 22 Marines Reales a expulsar a los argentinos. Más tropas argentinas, comandadas por el capitán de corbeta Luis Lagos fueron desembarcadas y los británicos crearon una estación para controlar las actividades allí. Las fuerzas argentinas tomaron las islas Malvinas el 2 de abril de 1982 y tomaron Grytviken al día siguiente, dejando 44 infantes de marina.
Durante la Guerra de las Malvinas en 1982 fue creada la Gobernación Militar de las Islas Malvinas, Georgias del Sur y Sandwich del Sur, separando esos archipiélagos del Territorio Nacional de Tierra del Fuego, Antártida e Islas del Atlántico Sur, al que fueron reintegradas formalmente en 1985.
En respuesta a la acción argentina, los británicos lanzaron la Operación Corporate para reocupar las islas Malvinas, de la que formaba parte la operación Paraquat. Grytviken fue retomada en dos horas el 25 de abril de 1982 por los Marines Reales, ayudados por las tareas de inteligencia de comandos que se habían infiltrado en la isla, a raíz de un ataque al submarino ARA Santa Fe (S-21) por helicópteros de la Marina Real Británica. La guarnición argentina en Puerto Leith se entregó al día siguiente. Por su parte, la Base Corbeta Uruguay fue ocupada el 20 de junio de 1982 por los británicos y fue demolida en diciembre.

## Estatus actual

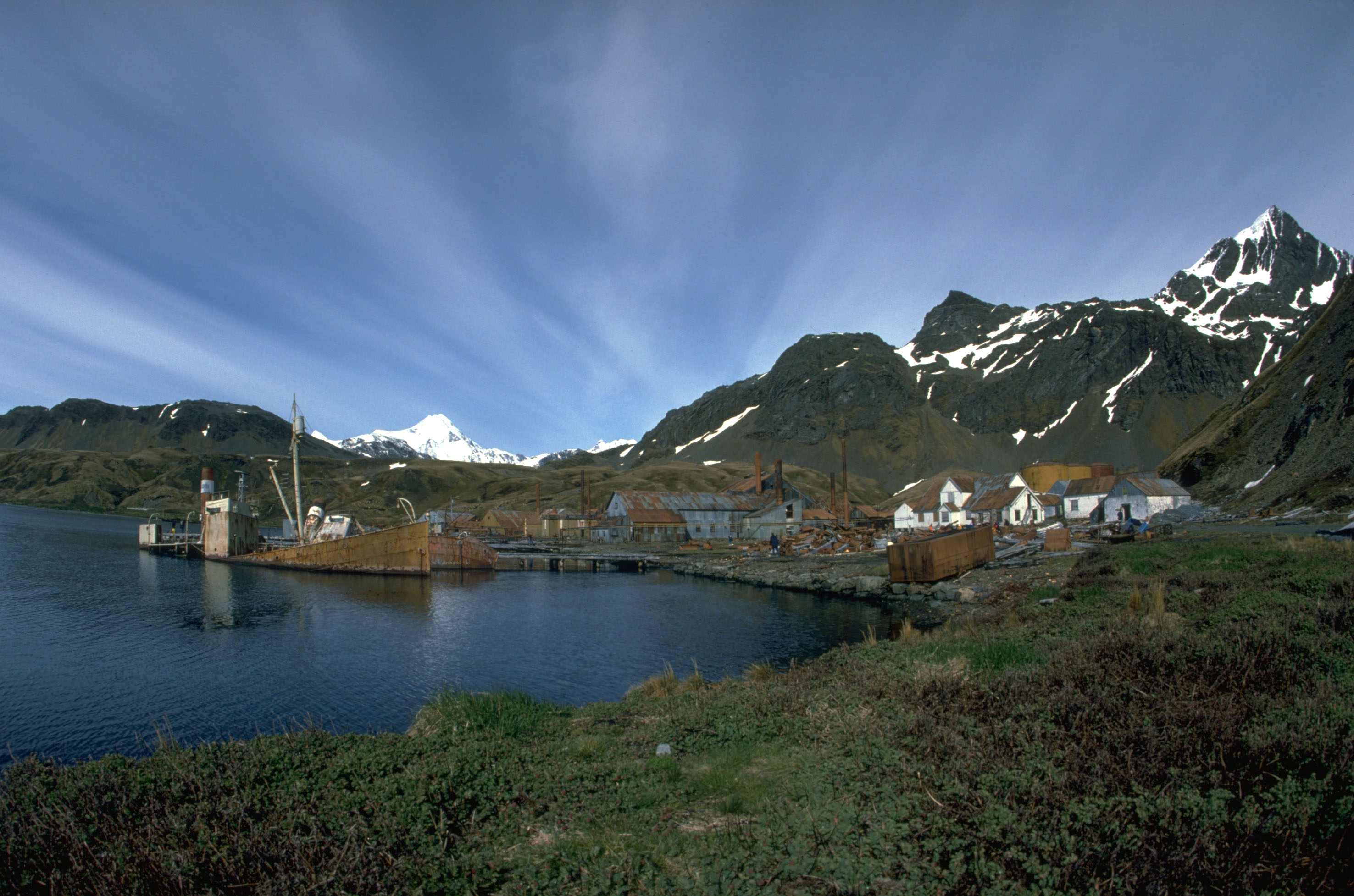
Grytviken en 1989.

El Reino Unido ha administrado las Georgias del Sur y las Sandwich del Sur por separado de las Malvinas desde que las islas se hicieron un territorio dependiente en 1985, llamado Territorio británico de ultramar de las islas Georgias y Sandwich del Sur. El estatuto del territorio fue alterado por la Ley de los Territorios Británicos de Ultramar de 2002, y la terminología utilizada es ahora territorio británico de ultramar.
La Argentina considera a las islas como parte del Departamento Islas del Atlántico Sur de la Provincia de Tierra del Fuego, Antártida e Islas del Atlántico Sur. 
El continuo reclamo argentino sobre las Georgias del Sur y las Sandwich del Sur ha quedado plasmado en la disposición transitoria primera de la Constitución de 1994, que dice:

La Nación Argentina ratifica su legítima e imprescriptible soberanía sobre las islas Malvinas, Georgias del Sur y Sandwich del Sur y los espacios marítimos e insulares correspondientes, por ser parte integrante del territorio nacional.
La recuperación de dichos territorios y el ejercicio pleno de la soberanía, respetando el modo de vida de sus habitantes, y conforme a los principios del Derecho Internacional, constituyen un objetivo permanente e irrenunciable del pueblo argentino.

## Espacios marítimos
El 1 de noviembre de 1989 el Reino Unido proclamó su soberanía sobre un mar territorial alrededor de las islas Georgias del Sur, las rocas Cormorán, Negra (islas Aurora) y Clerke, y de las islas Sandwich del Sur (SGSSI Territorial Sea Order 1989 N° 1.995). El área marítima afectada incluyó a las aguas, lecho y subsuelo del mar adyacente a las islas hasta una distancia de 12 mn contada desde la línea de las más bajas mareas de cada isla o roca. Para el caso de las Georgias del Sur el acta designó 31 puntos alrededor del archipiélago para delimitar una línea de base costera a partir de la línea de las más bajas mareas en cada punto. El territorio así designado comprende 11 áreas aisladas: Georgias del Sur, rocas Clerke, islas Aurora, isla Leskov, isla Zavodovski, isla Visokoi, islas Candelarias, isla Saunders, isla Jorge, isla Blanca, islas Tule del Sur.
Argentina el 14 de agosto de 1991 sancionó la ley N.º 23968 que designó los puntos costeros sobre la línea de las más bajas mareas para establecer las líneas de base a partir de las cuales medir el mar territorial, siendo aguas internas las englobadas por las líneas. La ley designó 53 puntos en torno a las islas Georgias del Sur, 10 puntos en torno a las islas Candelarias, 3 para la isla Saunders, 11 para la isla Jorge, 4 para la isla Blanco, y 9 para las islas Tule del Sur. Para las rocas Cormorán y Negra, Clerke, y las islas Zavodovski, Visokoi, y Leskov designó la línea normal de las más bajas mareas. La ley proclamó la soberanía argentina sobre el mar territorial de 12 mn a partir de las 11 líneas de base, una zona contigua al mar territorial de 12 mn, y una zona económica exclusiva de 176 mn a partir del límite exterior de la zona contigua. También reclamó la plataforma continental, lecho y subsuelo de las áreas submarinas que se extienden más allá de su mar territorial y a todo lo largo de la prolongación natural de su territorio hasta el borde exterior del margen continental, o hasta 200 mn de las líneas de base si el borde exterior no llega a esa distancia.
Ambos países definieron así mares territoriales que difieren levemente en sus límites.
El 7 de mayo de 1993 el comisionado británico del territorio proclamó una zona marítima de 188 mn adyacente al mar territorial definido en 1989 alrededor de las Georgias del Sur y de las Sandwich del Sur, pero no incluyó a las rocas Clerke y Aurora. La proclamación reclamó para el Reino Unido el mar, lecho y subsuelo del área, así como la propiedad de los recursos vivos y no vivos.
La zona económica exclusiva argentina y la zona marítima británica así proclamadas difieren en su extensión, no solo por partir de líneas de base ligeramente diferentes, sino porque el Reino Unido considera que las rocas Clerke y Aurora no generan derechos a zona económica exclusiva al no poder albergar vida humana. La ley argentina si generó zona económica exclusiva en torno a esas rocas por lo que el Reino Unido considera alta mar a las áreas reclamadas solo por Argentina. Ambas proclamaciones incluyen áreas ubicadas al sur del paralelo de 60 °S, en la zona de aplicación del Tratado Antártico, que no afectó los derechos marítimos al sur de ese paralelo.
El 21 de abril de 2009 Argentina realizó su presentación ante la Comisión de Límites de la Plataforma Continental de las Naciones Unidas, cumpliendo con el artículo 76 párrafo 8 de la CONVEMAR, designando el límite exterior de las áreas de lecho y subsuelo que comprenden su plataforma continental reclamada, incluyendo a las Georgias del Sur, Sandwich del Sur y rocas Aurora y Clerke.
El 11 de mayo de 2009 el Reino Unido realizó su presentación ante la Comisión de Límites de la Plataforma Continental respecto de las islas Malvinas, Georgias del Sur y Sandwich del Sur.
La presentación británica reclama un área notablemente más extensa que la argentina, principalmente en un sector al noreste de las Georgias del Sur. El 6 de agosto de 2009 el Reino Unido presentó una nota pidiendo que no se considere la presentación argentina en las áreas sujetas a su reclamación. El 20 de agosto de 2009 presentó a su vez una nota rechazando íntegramente la presentación británica.
El 23 de febrero de 2012 el comisionado británico estableció al South Georgia and South Sandwich Islands Marine Protected Area coincidente con el área de la zona marítima proclamada en 1993 al norte del paralelo 60° Sur. Una zona de prohibición de pesca fue designada en el mar territorial de 12 mn, a excepción de la Sandwich del Sur donde el área protegida fue establecida en 3 mn.